# Mont-sur-Rolle
Mont-sur-Rolle – miejscowość i gmina (commune) w zachodniej Szwajcarii, w kantonie Vaud, w okręgu (district) Nyon.  

## Demografia
W Mont-sur-Rolle mieszka 2767 osób. W 2021 roku 28,7% populacji gminy stanowiły osoby urodzone poza Szwajcarią.

## Współpraca
Miejscowość partnerska:
- Illnau-Effretikon, Zurych

## Transport
Przez teren gminy przebiegają autostrada A1 oraz droga główna nr 124.